# Diócesis de Famagusta
La diócesis de Famagusta o de Famagusta y Tortosa (en latín: Dioecesis Famagustana) fue una circunscripción eclesiástica de la Iglesia católica en Chipre. Se trataba de una diócesis latina, sufragánea de la arquidiócesis de Nicosia. Fue suprimida de hecho el 10 de diciembre de 1572 y restaurada como diócesis titular al menos desde 1591 como diócesis de Famagusta. Desde el 1 de abril de 1974 es sede vacante.

## Territorio y organización

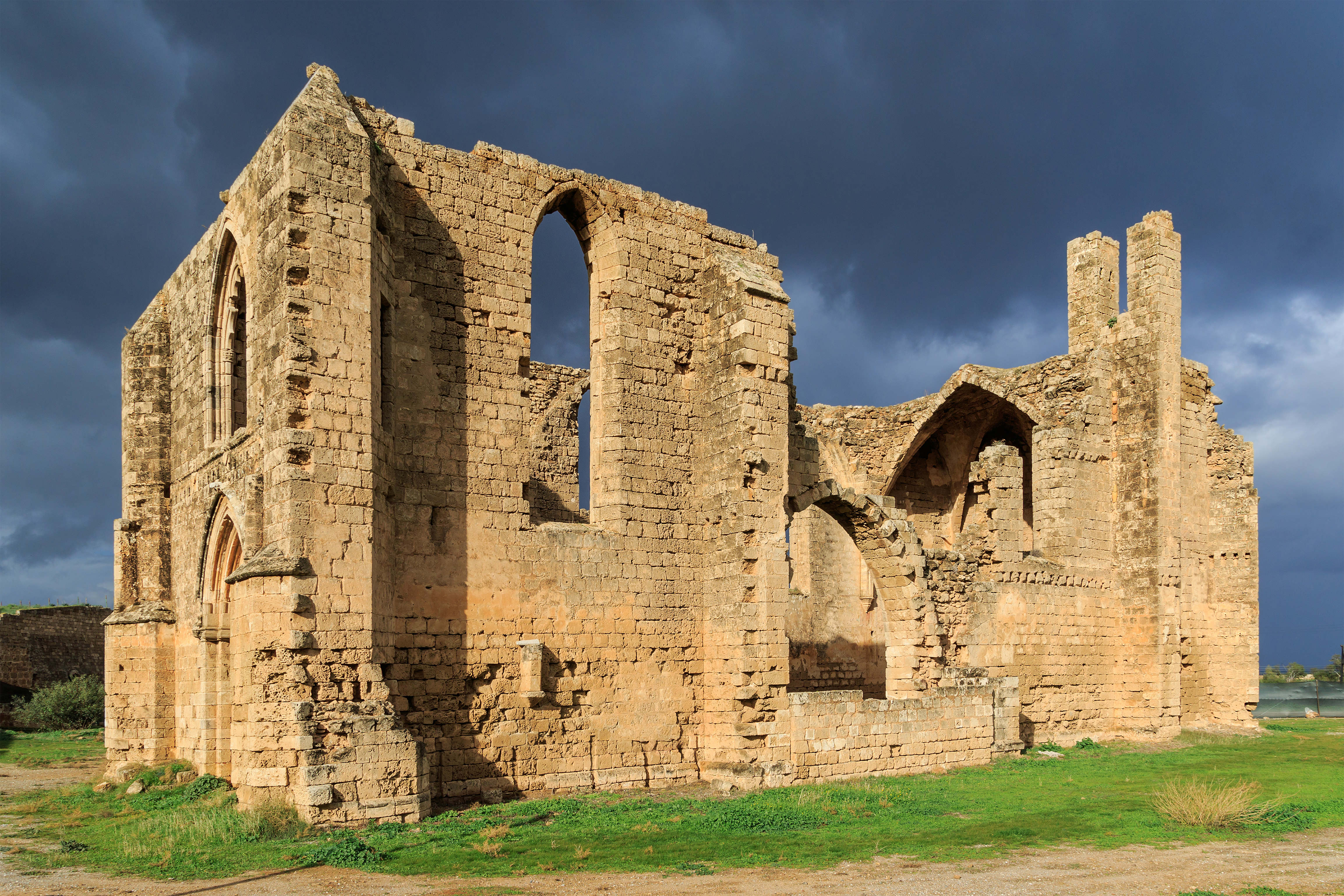
Ruinas del convento carmelita de Famagusta

La diócesis extendía su jurisdicción sobre los fieles católicos de rito latino residentes en la parte este de Chipre, comprendiendo la llanura de Mesarea y la península de Karpasia. Se superponía con las diócesis griegas de Salamina-Constanza (cuya sede era Famagusta) y Karpasia. Esta última fue conservada con un obispo vicario de rito bizantino que se autotitulaba como «obispo de Karpasia y presidente de la diócesis de Constanza y Famagusta».

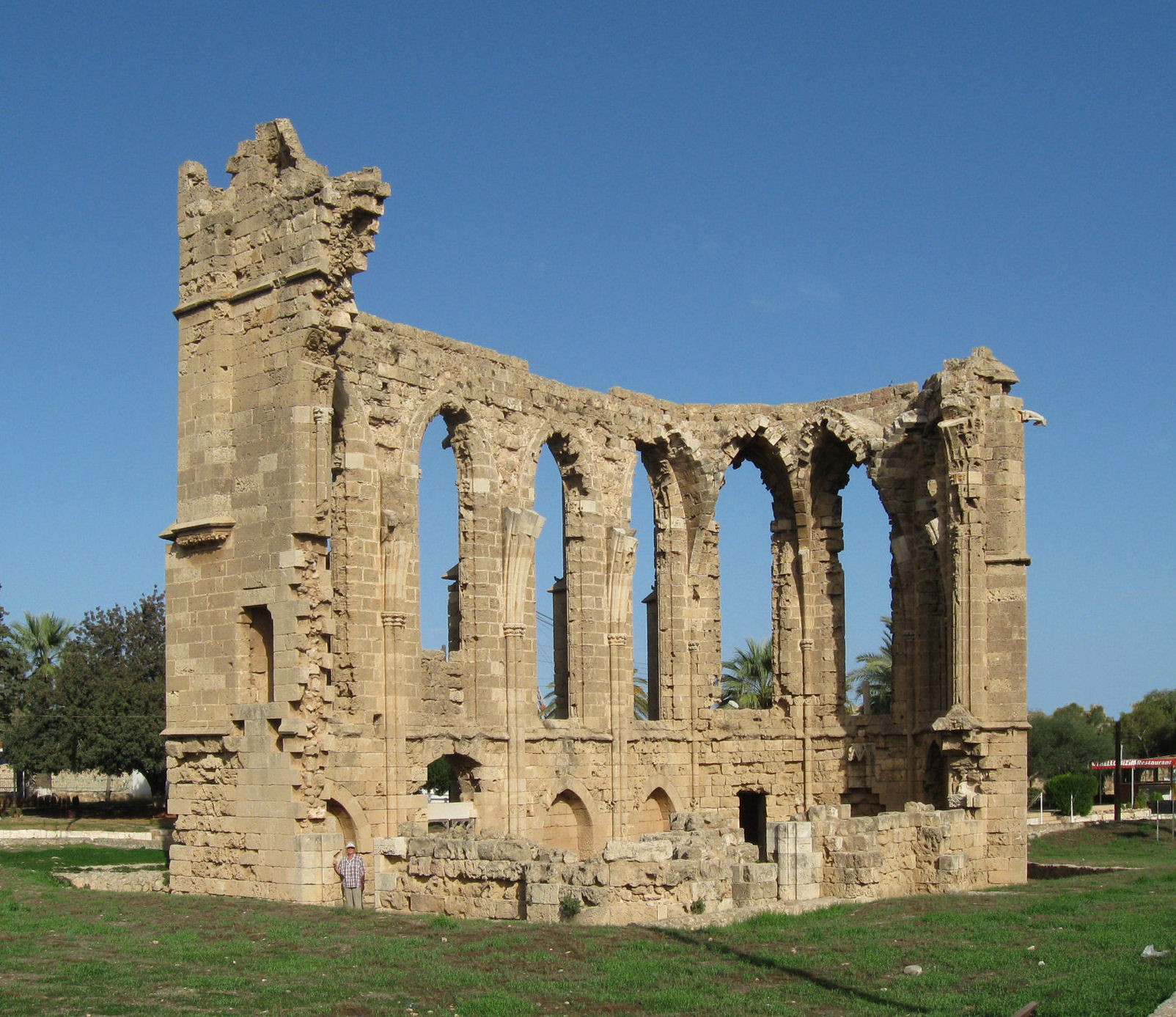
Ruinas de la iglesia de San Jorge de los latinos

La sede de la diócesis se encontraba en la ciudad de Famagusta, en donde se halla la mezquita Lala Mustafa Pasha, que fue la Catedral de San Nicolás hasta 1571, cuando fue capturada por los otomanos.

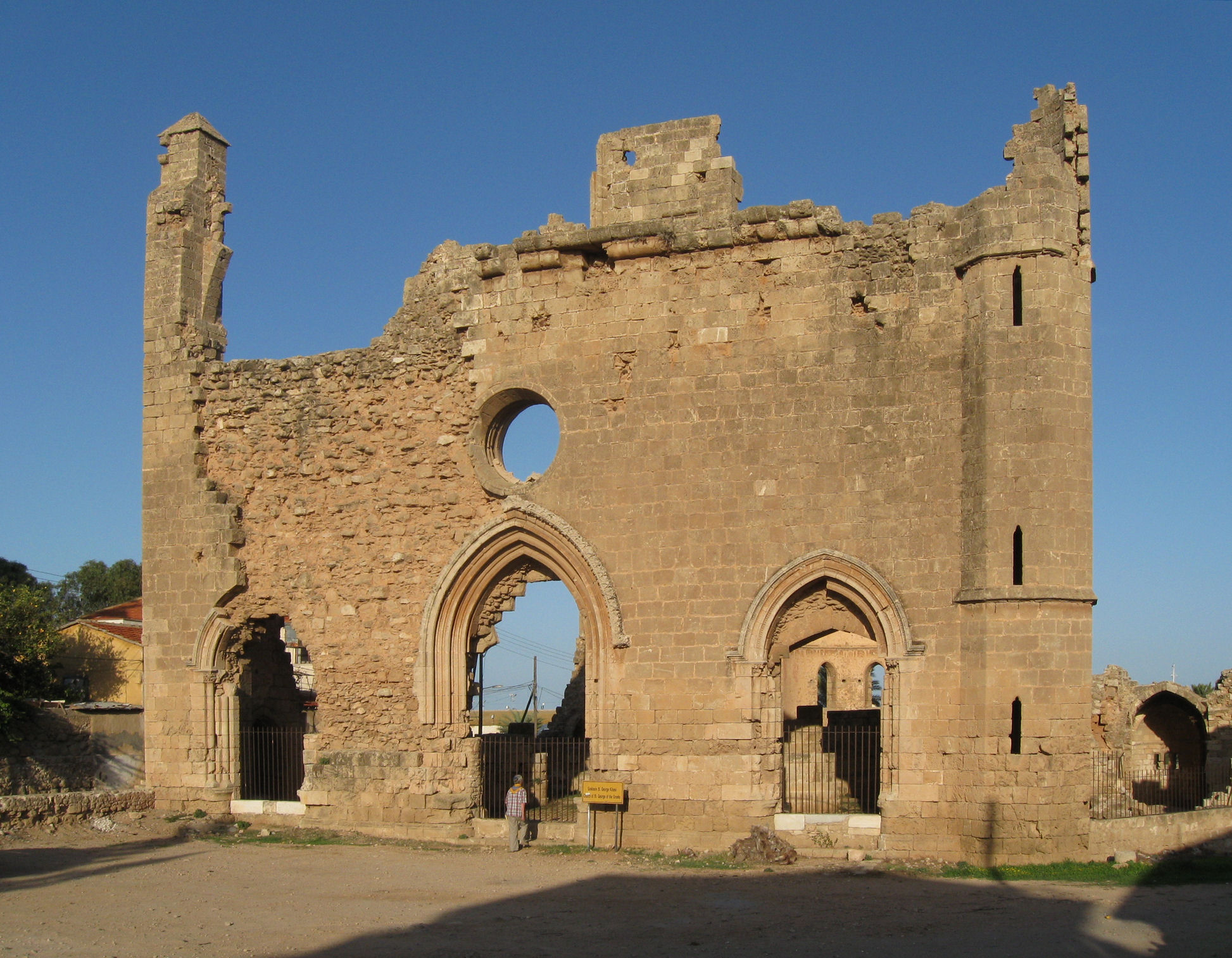
Ruinas de la iglesia de San Jorge de los griegos, catedral greco-ortodoxa

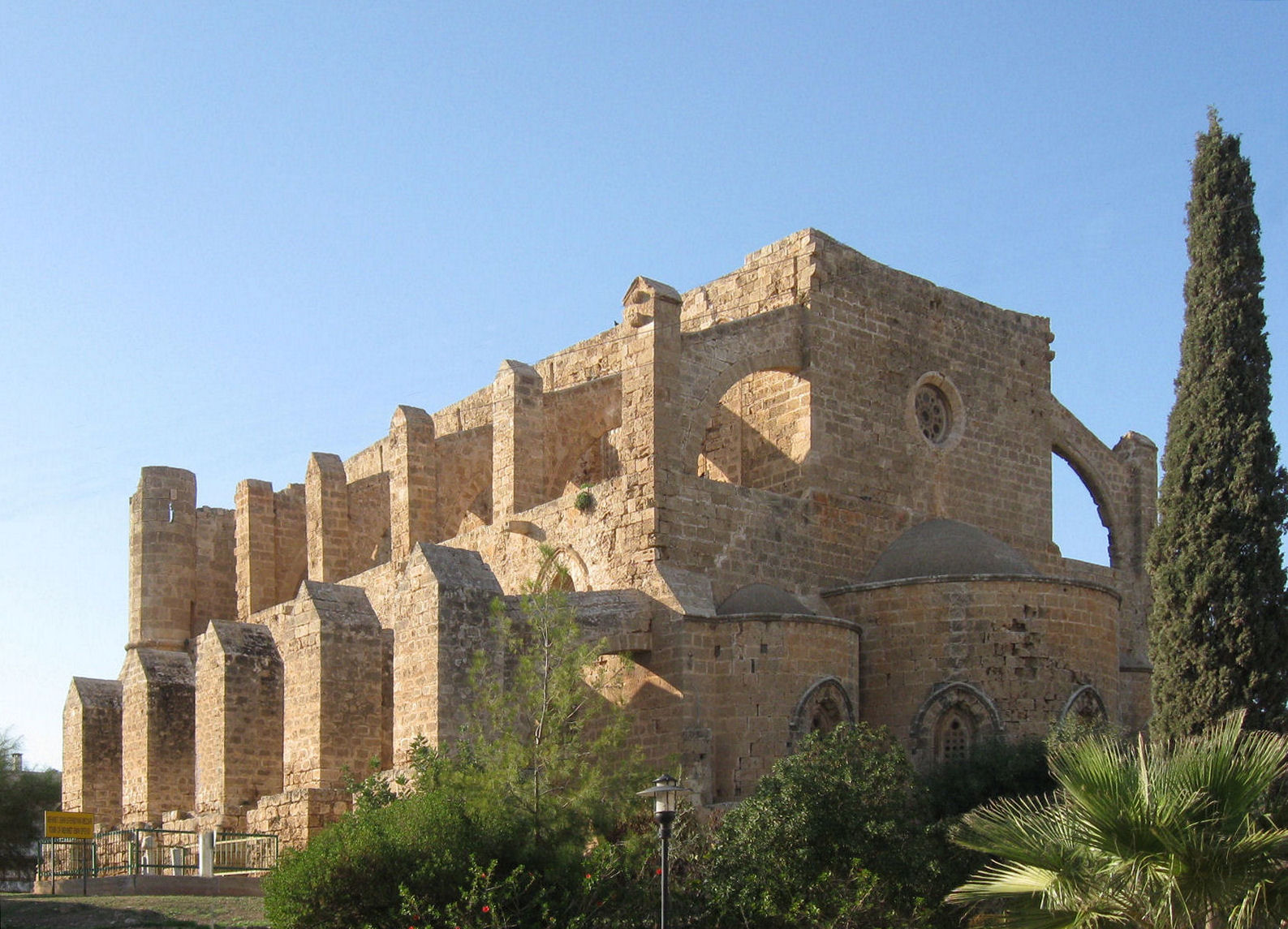
Ruinas de la iglesia de los Santos Pedro y Pablo

## Historia
Tras la conquista de la isla de Chipre por los árabes musulmanes en el siglo VII, los metropolitanos griegos de Salamina-Constanza se trasladaron a Famagusta, que siguió siendo su sede hasta la llegada de los occidentales a finales del siglo XII.
En mayo de 1191 la isla de Chipre fue conquistada por el rey Ricardo Corazón de León de Inglaterra, quien había llegado a la región con el fin de participar en la tercera cruzada y recibió afrentas del gobernante de Chipre. Después, el rey Ricardo vendió la isla a los caballeros templarios, los cuales a su vez, luego de una revuelta la retornaron al rey Ricardo, quien la vendió en 1192 al desterrado rey francés del Reino de Jerusalén, Guido de Lusignan. Lusignan estableció una sociedad feudal occidental en Chipre y una dinastía (el Reino de Chipre) que duró casi 300 años.
El rey Emerico de Chipre envió a su canciller y archidiácono Alain a Roma para negociar con el papa Celestino III la organización de la Iglesia chipriota. Muy pronto, a consecuencia de estos cambios, una jerarquía latina fue instaurada en Chipre el 13 de diciembre de 1196, en detrimento de la autóctona jerarquía ortodoxa de la isla. Famagusta se convirtió así en obispado de rito latino, sufragáneo de la arquidiócesis de Nicosia. El IV Concilio de Letrán en 1215 (canon 9) reconoció la existencia de varios ritos y costumbres bajo una sola fe católica y autorizó el nombramiento de vicarios orientales como asistentes de los obispos latinos, por lo que prohibió más de un obispo al frente de una misma diócesis. Por esta razón el papa Honorio III insistió en la sumisión en Chipre de las jerarquías griega, armenia, maronita, nestoriana y jacobita. En 1222 la reina Alicia de Chipre concluyó un acuerdo con la nobleza y la jerarquía latina de la isla, por el cual se dispuso:

(...) sólo cuatro obispos griegos permanecerán permanentemente en Chipre y serán obedientes a la Iglesia Romana y a nosotros, al arzobispo y nuestros sufragáneos de acuerdo con la costumbre del Reino de Jerusalén y vivirán en los lugares correspondientes que se mencionan a continuación. Estos lugares están en la diócesis de Nicosia, en Solos; en la diócesis de Pafos, en Arsinoe; en la diócesis de Limasol, en Lefkara; en la diócesis de Famagusta, en Karpasia.

El 3 de julio de 1260 el papa Alejandro IV promulgó la bula Constitutio Cypria, por la cual se dispuso que los 4 obispos grecochipriotas (Solos, Arsinoe, Lefkara y Karpasia) conservaran su estatus bajo supervisión de los obispos latinos. Se les permitió ser elegidos de la forma tradicional, y luego debían jurar obediencia a sus superiores latinos. Cada uno de los 4 obispos griegos remanentes estaba bajo dependencia del obispo católico de la zona, constituyendo en realidad vicariatos autónomos dentro de cada diócesis latina. Por esta razón el obispo griego de Famagusta fue trasladado a la península de Karpasia.
Los templarios evacuaron Tortosa (la antigua Antarado y actual Tartús, en Siria) el 3 de agosto de 1291 y el obispo y el cabildo catedralicio de la diócesis de Tortosa se refugiaron en Famagusta. La ciudad reconquistada por los musulmanes se ubica frente a Famagusta y hasta entonces pertenecía al patriarcado latino de Antioquía. El 13 de julio de 1295 el papa Bonifacio VIII unió ambas diócesis y el cabildo y otros funcionarios eclesiásticos de la diócesis de Tortosa continuaron ejerciendo sus funciones, aunque su elección debía ser aprobada por el arzobispo de Nicosia.
Tras el Asedio de Famagusta, el 4 de agosto de 1571 los turcos otomanos derrotaron a los venecianos y la ciudad de Famagusta cayó en manos musulmanas, por lo que el obispado fue suprimido de hecho. La Catedral de San Nicolás se transformó en mezquita. El último obispo residente fue Gerolamo Ragazzoni, trasladado en 1572 a la diócesis de Cisamo en Creta. Famagusta, que contaba con 70 000 habitantes, quedó reducida a una simple aldea.

### Diócesis titular
Desde al menos 1591 Famagusta figura entre las sedes episcopales titulares de la Iglesia católica como diócesis de Famagusta. Desde el 1 de abril de 1974 es sede vacante.

## Episcopologio

### Obispos residenciales
- Cesario d'Alagno † (antes de 1211-25 de septiembre de 1225 nombrado arzobispo de Salerno)
- A. † (mencionado en 1231)
- Giorgio † (circa mitad del siglo XIII)[5]
- Vasco, O.F.M. † (25 de agosto de 1265-17 de septiembre 1267 nombrado obispo de Guarda)
- Bertrando † (1 de septiembre 1268-?)
  - Giovanni † (?-circa 1278 renunció) (obispo electo)
- Pagano † (6 de abril de 1278-?)
- Guglielmo †
- Matteo † (antes de 1286-? falleció)
  - Bernardo, O.S.B. † (5 de septiembre 1291-?) (administrador apostólico)
- Mancello, O.P. † (mencionado en 1295)
- Guido † (22 de junio de 1298-?)
- Baldovino † (?-circa 1328 falleció)
- Marco, O.P. † (14 de octubre de 1328-1346 falleció)
- Iterio de Nabinallis, O.F.M. † (26 de junio de 1346-? falleció)
- Leodegario † (14 de agosto de 1348-? falleció)
- Arnaud † (17 de diciembre de 1365-13 de julio de 1379 nombrado obispo de Lombez)
  - Francesco Rafardi, O.F.M. † (13 de julio de 1379-28 de mayo de 1380 nombrado obispo de Segorbe y Albarracín) (obispo electo)
  - Giacomo † (28 de mayo de 1380-? falleció) (obispo electo)
- Goffredo † (30 julio de 1384-?)
- Rainaldo †
- Bertrando d'Alagno † (12 de octubre de 1390-4 de enero de 1391 nombrado obispo de Gubbio)
- Raffaele † (12 de octubre de 1390-?)
- Luchino † (2 de octubre de 1395-? falleció)
- Luciano Lercaro † (3 de agosto de 1403-26 de septiembre 1407 falleció)
- Pietro, O.F.M. † (4 de septiembre 1409-? falleció)
  - Giovanni de Montenegro, O.F.M. † (26 de mayo de 1412-? falleció) (antiobispo)
- Gioachino Torselli, O.S.M. † (14 de mayo de 1414-? falleció)
- Nicola de Tenda, O.P. † (20 diciembre de 1417-? falleció)
- Giacomo Guastandenghi, O.P. † (23 de enero de 1441-? falleció)
- Giovanni, O.S.B. † (23 de mayo de 1442-? falleció)
- Agostino, O.Cist. † (11 de mayo de 1450-? falleció)
- Domenico Michiel, O.P. † (23 de julio de 1455-? falleció)
- Pietro, O.Carm. † (11 de mayo de 1472-? falleció)
- Francesco de Pernisiis de Saona, O.F.M. † (31 de marzo de 1473-? falleció)
- Pietro Milite † (2 de junio de 1477-?)
- Francesco Marcelli † (14 de junio de 1481-22 de octubre de 1488 nombrado obispo de Traù)
- Alvise Cippico † (22 de octubre de 1488-11 de diciembre de 1503 nombrado arzobispo de Zara)
  - Marco Corner † (11 de diciembre de 1503-1 de julio de 1504 renunció) (administrador apostólico)
- Mattia Ugoni † (1 de julio de 1504- circa 1530 renunció)
- Gianfrancesco Ugoni † (10 enero de 1530- después de 1535 falleció)
- Filippo Bon † (29 de octubre de 1543- 1551 falleció)
- Vittore de Franceschi † (12 de febrero de 1552-?)
- Gerolamo Ragazzoni † (? por sucesión -10 diciembre de 1572 nombrado administrador apostólico de Cisamo)

### Obispos titulares
- Alberto Valier † (13 de febrero de 1591-23 de mayo de 1606 por sucesión obispo de Verona)
- Pietro Valier † (18 de mayo de 1611-18 de mayo de 1620 nombrado arzobispo de Candia)
- Germanico Mantica † (17 de agosto de 1620-21 de febrero de 1633 nombrado obispo de Adria)
- Vittore Capello, C.R.S.  † (20 junio de 1633-? falleció)
- Gerolamo Gradenigo † (6 de julio de 1654-18 de abril de 1655 por sucesión patriarca de Aquilea)
- Giacomo Vianol † (26 de junio de 1656-18 de diciembre de 1673 nombrado obispo de Torcello)
- Vincenzo Bonifacio † (19 de febrero de 1674-14 de julio de 1706 renunció)
- Sergio Pola † (19 de julio de 1706-8 de febrero de 1748 renunció)
- Giovanni Francesco Mora, C.O. † (19 de febrero de 1748-2 de octubre de 1758 nombrado obispo de Adria)
- Alvise Maria Gabrieli † (2 de octubre de 1758-7 de abril de 1761 nombrado obispo de Concordia)
- Alessandro Papafava † (6 de abril de 1761-18 de febrero de 1770 falleció)
- Francesco Condulmer † (28 de mayo de 1770-22 de junio de 1785 falleció)
- Giovanni Battista Santonini † (27 de junio de 1785-12 de enero de 1795 falleció)
- Giovanni Martino Bernardoni Baccolo † (1 de junio de 1795-12 de octubre de 1823 falleció)
- Guglielmo Zerbi, C.R.L. † (27 de junio de 1825-18 de agosto de 1841 falleció)
- Federico Manfredini † (24 de enero de 1842-19 de marzo de 1857 nombrado obispo de Padua)
- Carlo Caccia Dominioni † (3 de agosto de 1857-6 de octubre de 1866 falleció)
- Biagio Pisani † (29 de noviembre de 1895-23 de abril de 1897 nombrado obispo titular de Cesarea de Mauritania)
- Angelo Maria Meraviglia Mantegazza † (24 de abril de 1897-26 de septiembre 1902 falleció)
- Federico Domenico Sala † (23 de enero de 1903-5 de diciembre de 1903 falleció)
- Giovanni Mauri † (14 de noviembre de 1904-13 de noviembre de 1936 falleció)
- Paolo Castiglioni † (12 de enero de 1937-19 de marzo de 1943 falleció)
- Ettore Castelli † (8 de mayo de 1943-3 de mayo de 1945 falleció)
- Domenico Bernareggi † (16 de junio de 1945-22 de octubre de 1962 falleció)
- Giuseppe Schiavini † (28 de junio de 1963-1 de abril de 1974 falleció)